# EDVAC

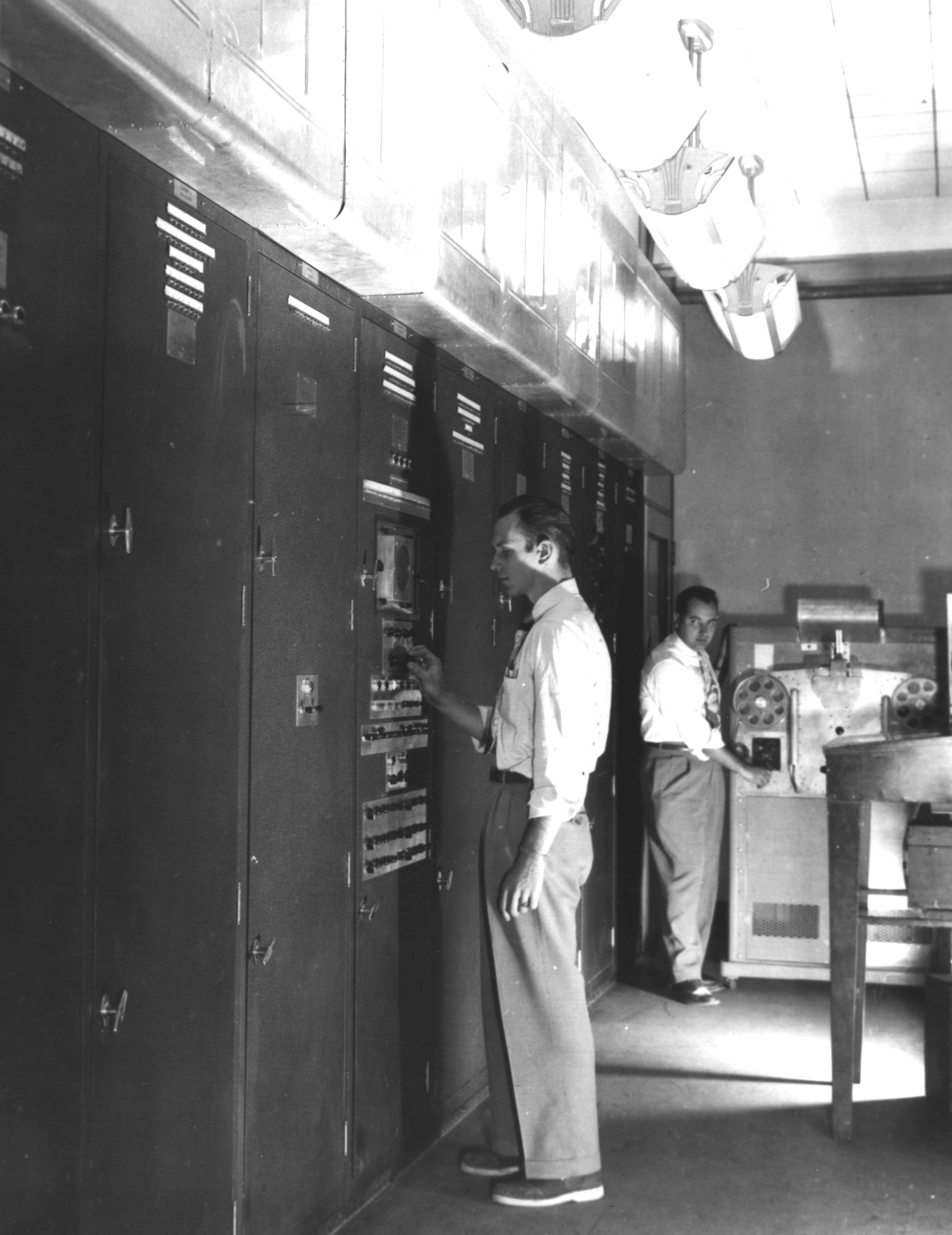
安装在弹道研究实验室的EDVAC

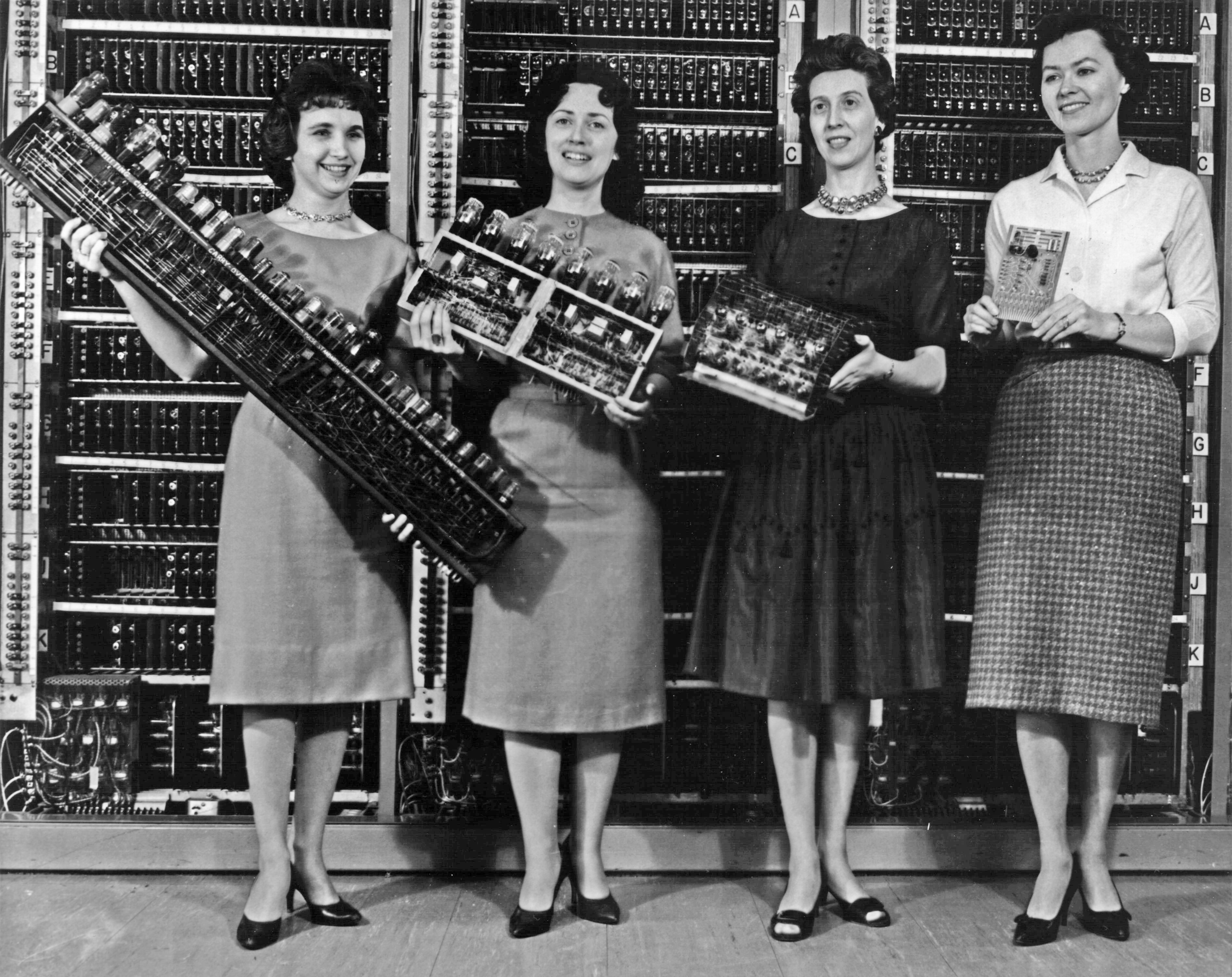
左数第二为EDVAC的主板

离散变量自动电子计算机（英語：Electronic Discrete Variable Automatic Computer）是一台美国早期电子计算机。与它的前任ENIAC不同，EDVAC采用二进制，而且是一台冯·诺伊曼结构的计算机。

## 起源和设计
ENIAC和EDVAC的建造者均为宾夕法尼亚大学的电气工程师约翰·莫奇利和普雷斯波·艾克特。1944年8月，EDVAC的建造计划就被提出；在ENIAC充分运行之前，其设计工作就已经开始。和ENIAC一样，EDVAC也是为美国陆军阿伯丁试验场的弹道研究实验室研制。
冯·诺伊曼以技术顾问形式加入，总结和详细说明了EDVAC的逻辑设计，1945年6月发表了一份长达101页的报告，这就是著名的关于EDVAC的报告草案，报告提出的体系结构一直延续至今，即冯·诺伊曼结构。
EDVAC的初步预算为十万美元，但最终的成本大约超过估计的4倍，约五十万美元。

## 技术说明
EDVAC使用了大约6000个真空管和12000个二极管，占地45.5平方米，重达7850千克，消耗电力56千瓦
EDVAC是二进制串行计算机，具有加减乘和软件除的功能。一条加法指令约864微秒，乘法指令2900微秒（或2.9毫秒）。
使用延迟线存储器，具有1000个44位（bit）的字。
物理上包括：
- 一个磁带记录仪
- 一个连接示波器的控制单元
- 一个分发单元，用于从控制器和内存接受指令，并分发到其他单元
- 一个运算单元
- 一个定时器
- 使用汞延迟线的存储器单元

## 安装与运行
EDVAC于1949年8月交付给弹道研究实验室。在发现和解决许多问题之后，直到1951年EDVAC才开始运行，而且局限于基本功能。延迟的原因是因为莫奇利和艾克特从宾夕法尼亚大学离职，开始组建莫奇利-艾克特电子计算机公司并带走了大部分高级工程师，由此与宾夕法尼亚大学产生了专利纠纷。
到1960年，EDVAC每天运行超过20小时，平均8小时无差错时间。EDVAC的硬件不断升级，1953年添加穿孔卡片输入输出；1954年添加额外的磁鼓内存；1958年添加浮点运算单元。
直到1961年，EDVAC才被BRLESC所取代；在其运行周期里，EDVAC被证明是一台可靠和可生产的计算机。

## 相关
- 冯·诺伊曼结构
- ENIAC